# Chahamanes de Jalor
Els Chahamanes de Jalor, també coneguts com els Chauhans de Jalore, foren una dinastia índia que va governar l'àrea al voltant de Jalore en el modern Rajasthan durant els segles xii i xiii. Eren una branca dels Chahamanes de Shakambhari, i van governar com a feudataris dels Solankis o Chalukya del Gujarat. Breument esdevingueren independents, però finalment van caure en mans del sultanat de Delhi.

## Història
El Chahamanes de Jalor descendien d'Alhana, un rei Chahamana de la branca Naddula al seu torn una branca dels chahamanes de Shakambhari. Al principi, el fort de Jalore va ser controlat per una branca dels Paramares fins al començament del segle xii quan els Chahamanes de Naddula va agafar el seu control durant el regnat d'Alhana. Kirtipala, un fill de Alhana, va rebre una donació feudal de 12 pobles del seu pare i el seu germà (el príncep hereu) Kelhana. Va controlar els seus dominis des de Suvarnagiri o Sonagiri, en el turó en que el fort de Jalore és localitzat. A causa d'aquest turó la branca va ser coneguda també com a Sonagara.
Kirtipala es va crear un regne independent abans de la seva mort. Fou un Hindu, però també va ser patró dels jainistes. La família del seu fill i successor Samarasimha va construir diversos temples i altres edificis. El seu fill Udayasimha el va succeir, mentre un altre dels seus fills, Manavasimha fou l'avantpassat de la branca Chauhan de Chandravati i Mont Abu. La família governant del Sirohi descendeix de Manavasimha.
La dinastia de Jalor va assolir el seu zenith sota Udayasimha. Va capturar Naddula (Nadol), probablement de mans del sulta de Delhi Aram-Xah, qui anteriormentra havia derrotat els Chahamanes de Naddula. També va capturar Mandavyapura (Mandor), però el sultanat de Delhi la va conquerir el 1226, sota Iltumish. A més a més, va conquerir Vagbhatameru (Barmer), el qual era probablement un principat governat per una branca dels Paramares. També va conquerir molts altres territoris que eren anteriorment controlats pel Txaulukies de Gujarat (Solankis). El Txaulukies lluitaven contra els Yadaves de Devagiri en la seva frontera del sud. Aprofitant això, Udayasimha va formar una confederació amb el Guhiles de Mewar, el Paramares de Chandravati i altres governants de Marwar. Els confederats va atacar als Chalukya des del nord, i el general Chalukya (solanki) Lavana-prasada es va veure forçat a signar un tractat amb ells. Udayasimha també va formar una aliança contra Iltumish, forçant al sulta de Delhi a retirar-se de Marwar.
El fill de Udayasimha, Chachigadeva va retenir els territoris que va heretar. El fill de Chachiga, Samantasimha, va fer front a l'atac del sultanat de Delhi del que va ser salvat pel seu veí, el rei Vaghela Saranagadeva. Kanhadadeva, el darrer rei de la dinastia, va ser derrotat i mort per les forces de Ala al-Din Muhàmmad Xah Khalji.

## Governants
Els Chahamanes de Jalor amb el seu període aproximat de govern:
- Kirtipala (1160-1182)
- Samarasimha (1182-1204)
- Udayasimha (1204-1257)
- Chachigadeva (1257-1282)
- Samantasimha (1282-1305)
- Kanhadadeva (1292-1311)